# Концерт (Ян Стен)
«Концерт» — бытовая картина художника из Голландии XVII века Яна Стена (1626—1679).

## Описание
На полотне изображена небольшая вечеринка в самом разгаре. Кавалер, сидящий на скамье, положил на неё обутую ногу. Под лавкой валяются две пустые кружки с вином. Никто в помещении не снял шляп (как принято в Голландии). На контрабасе фарфоровой трубкой играет мальчишка.